# Korean FA Cup 2017
Der Korean FA Cup 2017 war die 22. Austragung des Fußball-Pokalwettbewerbs für südkoreanische Vereinsmannschaften gewesen. An der Saison nahmen insgesamt 83 Teams teil. Titelverteidiger waren die Suwon Samsung Bluewings.
Das Pokalturnier begann am 11. März 2017 mit der ersten Runde. Der Gewinner des Pokals qualifizierte sich für die Gruppenphase der AFC Champions League 2018.

## Teilnehmende Mannschaften
| Gwangju |

| Incheon |

| Seogwipo |

| Jeonju (2 Vereine) |

| Gwangyang |

| Pohang |

| Sangju |

| Seongnam |

| Seoul (4 Vereine) |

| Suwon (2 Vereine) |

| Ulsan |

| Ansan |

| Bucheon |

| Busan (3 Vereine) |

| Daejeon (2 Vereine) |

| Anyang |

| Daegu |

| Gangneung (2 Vereine) |

| Goyang |

| Changwon (2 Vereine) |

| Cheonan |

| Gimhae |

| Gyeongju (2 Vereine) |

| Mokpo |

| Cheongju (2 Vereine) |

| Chuncheon |

| Gimpo |

| Hwaseong |

| Icheon |

| Paju |

| Pyeongchang |

| Pocheon |

| Yangju |

| Uijeongbu |

| Asan |

| Pyeongtaek |

Folgende Mannschaften haben sich sportlich qualifiziert:
| K League Classic die 12 Vereine der K League Classic 2017 | K League Challenge die 10 Vereine der K League Challenge 2017 | Korea National League die 8 Vereine der Korea National League 2017 | K3 League Advance die 12 Vereine der K3 League Advance 2017 | K3 League Basic die 9 Vereine der K3 League Basic 2017 | U-League 25 Universitätsmannschaften der U-League 2017 |
| - Daegu FC (II) - Gangwon FC (II) - Gwangju FC - Incheon United - Jeju United - Jeonbuk Hyundai Motors - Jeonnam Dragons - Pohang Steelers - FC Seoul - Sangju Sangmu FC - Suwon Samsung Bluewings - Ulsan Hyundai | - Ansan Greeners FC - FC Anyang - Asan Mugunghwa FC - Bucheon FC 1995 - Busan IPark - Daejeon Citizen - Gyeongnam FC - Seoul E-Land FC - Seongnam FC (I) - Suwon FC (I) | - Busan Transportation Corporation FC - Changwon City FC - Cheonan City FC - Daejeon Korail FC - Gangneung City FC - Gimhae City FC - Gyeongju KHNP FC - Mokpo City FC | - Cheongju City FC - Chungbuk Cheongju FC - Chuncheon FC - Gimpo Citizen FC - Gyeongju Citizen FC - Hwaseong FC - Icheon Citizen FC - Jeonju FC - Paju Citizen FC - FC Pocheon - Yangju Citizen FC - Yangpyeong FC | - Busan FC - Buyeo FC - Goyang Citizen FC - Seoul Jungnang FC - Pyeongchang FC - Pyeongtaek Citizen FC - Siheung Citizen FC - Seoul United FC - FC Uijeongbu | - Cheongju University - Daejeon Baejae University - Sejong University - Busan Bugyeong University - Gwangju Honam University - Gwangju University - Ajou University - Jeonju University - Gangwon Katholiken Gwandong Universität - Soongsil University - Jungang University - Hanyang University - Universität Incheon - Yuhanheui School - Chungnam-Dankook-University - Gyeongi University - Yeungnam University - Gwangju Joseon University - Korea University - Dongkook University - Ulsan University - Yonsei University - Gangwon Songho University - Yongin University - Seonmun-Universität |

## 1. Hauptrunde
Die Spiele der ersten Hauptrunde fanden am 11. und 12. März 2017 statt. In der Klammer ist die jeweilige Ligaebene angegeben, in der der Verein in der Saison 2017 spielt. Ein „U“ steht für eine Universitätsmannschaft aus der U-League und ein "A" steht für eine Amateurmannschaft. Das Pokalspiel Busan Bugyeong University gegen SK Hynix wurde im Februar schon ausgetragen.
|                                 | Ergebnis |                                             |
| ------------------------------- | -------- | ------------------------------------------- |
| Seoul United FC (V)             | 0:2      | Daejeon Baejae University (U)               |
| Cheongju University (U)         | 5:0      | Jeju City Hall (A)                          |
| Yesu Hospital (A)               | 3:2      | Gyeongsin Jeonseon (A)                      |
| FC Uijeongbu (V)                | 2:5      | Seoul Jungnang FC (V)                       |
| Sejong University (U)           | 5:1      | Nexen Tire (A)                              |
| Pyeongtaek Citizen FC (V)       | 5:2      | Ulsan Sejong Industrial (A)                 |
| Busan Bugyeong University (U)   | 3:0      | SK Hynix (A)                                |
| Gwangju Honam University (U)    | 1:0      | Buyeo FC (V)                                |
| Busan FC (V)                    | 2:3      | Gwangju University (U)                      |
| Ajou University (U)             | 2:1      | Jeonju University (U)                       |
| Goyang Citizen FC (V)           | 2:3      | Gangwon Katholiken Gwandong Universität (U) |
| Siheung Citizen FC (V)          | 0:1      | Soongsil University (U)                     |
| Mokpo Christian Hospital (A)    | 0:1      | Jungang University (U)                      |
| Hankook Tire (A)                | 0:2      | Universität Incheon (U)                     |
| Pyeongchang FC (V)              | 0:1      | Hanyang University (U)                      |
| Yuhanheui School (U)            | 3:2      | Korea Fuji Xerox (A)                        |
| Cheongju SMC Engineering FC (A) | 1:0      | Chungnam-Dankook-University (U)             |

## 2. Hauptrunde
Die Spiele der zweiten Hauptrunde fand am 18. und 19. März 2017 statt. In der Klammer ist die jeweilige Ligaebene angegeben, in der der Verein in der Saison 2017 spielt. Ein „U“ steht für eine Universitätsmannschaft aus der U-League und ein "A" steht für eine Amateurmannschaft.
|                                             | Ergebnis        |                                 |
| ------------------------------------------- | --------------- | ------------------------------- |
| Gyeongju Citizen FC (IV)                    | 2:0             | Busan Bugyeong University (U)   |
| Cheongju University (U)                     | 0:0 (7:8 i. E.) | Jungang University (U)          |
| Universität Incheon (U)                     | 2:1             | Gyeongi University (U)          |
| Icheon Citizen FC (IV)                      | 0:1             | Paju Citizen FC (IV)            |
| Gangwon Katholiken Gwandong Universität (U) | 1:1 (4:2 i. E.) | Yeungnam University (U)         |
| Sejong University (U)                       | 2:0             | Gwangju Joseon University (U)   |
| Seoul Jungnang FC (V)                       | 0:1             | Hanyang University (U)          |
| Korea University (U)                        | 5:0             | Yuhanheui School (U)            |
| Hwaseong FC (IV)                            | 1:0             | Dongkook University (U)         |
| Pyeongtaek Citizen FC (V)                   | 0:1             | Gwangju Honam University (U)    |
| Ulsan University (U)                        | 0:3             | Yonsei University (U)           |
| Gangwon Songho University (U)               | 0:4             | Ajou University (U)             |
| Yangpyeong FC (IV)                          | 2:2 (5:4 i. E.) | Cheongju SMC Engineering FC (A) |
| Chungbuk Cheongju FC (IV)                   | 8:0             | Yesu Hospital (A)               |
| Soongsil University (U)                     | 2:2 (4:5 i. E.) | Yongin University (U)           |
| Seonmun-Universität (U)                     | 1:0             | Gwangju University (U)          |
| Chuncheon FC (IV)                           | 2:0             | Daejeon Baejae University (U)   |

## 3. Hauptrunde
Die Spiele der dritten Hauptrunde wurden am 7. März 2017 ausgelost. Sie wurden am 29. März ausgetragen. In der Klammer ist die jeweilige Ligaebene angegeben, in der der Verein in der Saison 2017 spielt. Ein „U“ steht für eine Universitätsmannschaft aus der U-League.
|                                             | Ergebnis        |                              |
| ------------------------------------------- | --------------- | ---------------------------- |
| Gangneung City FC (III)                     | 0:0 (1:0 i. E.) | Ansan Greeners FC (II)       |
| Cheonan City FC (III)                       | 1:2             | Daejeon Citizen (II)         |
| FC Anyang (II)                              | 1:0             | Gwangju Honam University (U) |
| Yonsei University (U)                       | 1:0             | Yongin University (U)        |
| Asan Mugunghwa FC (II)                      | 3:0             | Hanyang University (U)       |
| Yangpyeong FC (IV)                          | 3:1             | Chungbuk Cheongju FC (IV)    |
| Gyeongju Citizen FC (IV)                    | 1:3             | Ajou University (U)          |
| Jeonju FC (IV)                              | 5:2             | Jungang University (U)       |
| Bucheon FC 1995 (II)                        | 2:0             | Universität Incheon (U)      |
| Hwaseong FC (IV)                            | 0:1             | Gyeongnam FC (II)            |
| FC Pocheon (IV)                             | 1:0             | Seoul E-Land FC (II)         |
| Daejeon Korail FC (III)                     | 1:0             | Yangju Citizen FC (IV)       |
| Busan IPark (II)                            | 4:0             | Gimpo Citizen FC (IV)        |
| Paju Citizen FC (IV)                        | 2:2 (1:3 i. E.) | Cheongju City FC (IV)        |
| Gyeongju KHNP FC (III)                      | 4:0             | Seonmun-Universität (U)      |
| Chuncheon FC (IV)                           | 1:1 (4:2 i. E.) | Korea University (U)         |
| Busan TC FC (III)                           | 0:1             | Gimhae City FC (III)         |
| Seongnam FC (II)                            | 0:0 (5:4 i. E.) | Suwon FC (II)                |
| Mokpo City FC (III)                         | 2:0             | Changwon City FC (III)       |
| Gangwon Katholiken Gwandong Universität (U) | 2:1             | Sejong University (U)        |

## 4. Hauptrunde
Die Spiele der vierten Hauptrunde wurden am 7. März 2017 ausgelost. Sie wurden am 19. April ausgetragen. In der Klammer ist die jeweilige Ligaebene angegeben, in der der Verein in der Saison 2017 spielt. Ein „U“ steht für eine Universitätsmannschaft aus der U-League.
|                            | Ergebnis        |                                             |
| -------------------------- | --------------- | ------------------------------------------- |
| Gimhae City FC (III)       | 0:1             | Jeju United (I)                             |
| Jeonnam Dragons (I)        | 4:0             | Jeonju FC (IV)                              |
| Gangneung City FC (III)    | 0:1             | Sangju Sangmu FC (I)                        |
| Seongnam FC (II)           | 3:1             | Cheongju City FC (IV)                       |
| Asan Mugunghwa FC (II)     | 2:1             | Ajou University (U)                         |
| Daegu FC (I)               | 1:2             | Gyeongnam FC (II)                           |
| Mokpo City FC (III)        | 1:0             | Yangpyeong FC (IV)                          |
| Ulsan Hyundai (I)          | 3:1             | Chuncheon FC (IV)                           |
| Incheon United (I)         | 0:1             | Suwon Samsung Bluewings (I)                 |
| Daejeon Citizen (II)       | 2:0             | Gangwon Katholiken Gwandong Universität (U) |
| Busan IPark (II)           | 1:0             | Pohang Steelers (I)                         |
| Gangwon FC (I)             | 1:0             | Daejeon Korail FC (III)                     |
| Jeonbuk Hyundai Motors (I) | 0:0 (2:4 i. E.) | Bucheon FC 1995 (II)                        |
| Gwangju FC (I)             | 4:2             | Yonsei University (U)                       |
| FC Seoul (I)               | 2:0             | FC Anyang (II)                              |
| FC Pocheon (IV)            | 2:0             | Gyeongju KHNP FC (III)                      |

## Achtelfinale
Die Spiele des Achtelfinales wurden am 24. April 2017 ausgelost. Sie wurden am 17. Mai ausgetragen. In der Klammer ist die jeweilige Ligaebene angegeben, in der der Verein in der Saison 2017 spielt. Das Pokalspiel zwischen Jeju United und Suwon Samsung Bluewings wurde nachträglich am 6. Juni 2017 ausgetragen.
|                      | Ergebnis        |                             |
| -------------------- | --------------- | --------------------------- |
| Bucheon FC 1995 (II) | 0:2             | Sangju Sangmu FC (I)        |
| Gyeongnam FC (II)    | 1:2             | Ulsan Hyundai (I)           |
| FC Pocheon (IV)      | 0:1             | Mokpo City FC (III)         |
| Daejeon Citizen (II) | 1:2             | Jeonnam Dragons (I)         |
| FC Seoul (I)         | 0:0 (7:8 i. E.) | Busan IPark (II)            |
| Gangwon FC (I)       | 0:1             | Seongnam FC (II)            |
| Gwangju FC (I)       | 3:0             | Asan Mugunghwa FC (II)      |
| Jeju United (I)      | 0:2             | Suwon Samsung Bluewings (I) |

## Viertelfinale
Die Spiele des Viertelfinales wurden am 24. April 2017 ausgelost. Sie wurden am 9. August ausgetragen. In der Klammer ist die jeweilige Ligaebene angegeben, in der der Verein in der Saison 2017 spielt.
|                             | Ergebnis   |                      |
| --------------------------- | ---------- | -------------------- |
| Ulsan Hyundai (I)           | 3:1        | Sangju Sangmu FC (I) |
| Seongnam FC (II)            | 0:3        | Mokpo City FC (III)  |
| Jeonnam Dragons (I)         | 1:3        | Busan IPark (II)     |
| Suwon Samsung Bluewings (I) | (2:1 n. V. | Gwangju FC (I)       |

## Halbfinale
Die Spiele des Halbfinales wurden am 13. September 2017 ausgelost. Das Spiel Ulsan gegen Mokpo wurde am 27. September und das Spiel Busan gegen Suwon wurde am 25. Oktober ausgetragen. In der Klammer ist die jeweilige Ligaebene angegeben, in der der Verein in der Saison 2017 spielt.
|                   | Ergebnis        |                             |
| ----------------- | --------------- | --------------------------- |
| Ulsan Hyundai (I) | 1:0             | Mokpo City FC (III)         |
| Busan IPark (II)  | 1:1 (4:2 i. E.) | Suwon Samsung Bluewings (I) |

## Finale
Das Finale wurde zwischen den beiden Halbfinalspiel-Gewinnern ausgetragen. Das Finale wurde in Form eines Hin- und Rückspieles ausgetragen. Der Gewinner des Finales, gewann den Korean FA Cup und qualifizierte sich für die AFC Champions League 2018.

### Hinspiel
| Busan IPark                                                    | Busan IPark | Ulsan Hyundai | Ulsan Hyundai |
| -------------------------------------------------------------- | --- | --- | ------------- |
| Busan IPark                                                    | \| 29. November 2017 um 20:00 Uhr in Busan (Busan-Gudeok-Stadion) \| \| Ergebnis: 1:2 (0:1) \| \| Zuschauer: 2.721 \| \| Schiedsrichter: Ko Hyung-jin \|                                                                                          | \| 29. November 2017 um 20:00 Uhr in Busan (Busan-Gudeok-Stadion) \| \| Ergebnis: 1:2 (0:1) \| \| Zuschauer: 2.721 \| \| Schiedsrichter: Ko Hyung-jin \|                                                                                                 | Ulsan Hyundai |
| Busan IPark                                                    | Ku Sang-min – Danny Morais, Yasuda Michihiro, Jeong Ho-jeong, Cha Yeong-hwan – Choi Kwang-heui (46. Leo Mineiro), Romulo – Kim Mun-hwan, Park Jun-tae (71. Yun Dong-min), Choi Seung-in, Han Ji-uh (36. Lee Dong-jun) Cheftrainer: Lee Seung-yeob | Kim Yong-dae – Kang Min-su, Kim Chang-su, Richard Windbichler, Lee Myeong-jae – Kim Seong-hwan, Lee Yeong-jae (84. Han Seung-kyu), Jeong Jae-yong, Takuma Abe – Kim Seung-jun (54. Mislav Oršić), Lee Jong-ho (70. Kim In-seong) Cheftrainer: Kim Do-hun | Ulsan Hyundai |
| Busan IPark                                                    | Lee Dong-jun (85.) | Kim Seung-jun (20.) Lee Jong-ho (57.) | Ulsan Hyundai |
| Busan IPark                                                    | Kim Mun-hwan (33.), Cha Yeong-hwan (55.), Yasuda Michihiro (60.) | Kim Chang-su (76.) | Ulsan Hyundai |
| 29. November 2017 um 20:00 Uhr in Busan (Busan-Gudeok-Stadion) | | |               |
| Ergebnis: 1:2 (0:1)                                            | | |               |
| Zuschauer: 2.721                                               | | |               |
| Schiedsrichter: Ko Hyung-jin                                   | | |               |

### Rückspiel
| Ulsan Hyundai                                                       | Ulsan Hyundai | Busan IPark | Busan IPark |
| ------------------------------------------------------------------- | --- | --- | ----------- |
| Ulsan Hyundai                                                       | \| 3. Dezember 2017 um 20:00 Uhr in Ulsan (Ulsan-Munsu-Fußballstadion) \| \| Ergebnis: 0:0 \| \| Zuschauer: 12.562 \| \| Schiedsrichter: Kim Dong-jin \| | \| 3. Dezember 2017 um 20:00 Uhr in Ulsan (Ulsan-Munsu-Fußballstadion) \| \| Ergebnis: 0:0 \| \| Zuschauer: 12.562 \| \| Schiedsrichter: Kim Dong-jin \| | Busan IPark |
| 3. Dezember 2017 um 20:00 Uhr in Ulsan (Ulsan-Munsu-Fußballstadion) | | |             |
| Ergebnis: 0:0                                                       | | |             |
| Zuschauer: 12.562                                                   | | |             |
| Schiedsrichter: Kim Dong-jin                                        | | |             |